# 刘家庄站
刘家庄站是一个京沪线上的铁路车站，位于山东省滕州市界河镇，建于1942年，目前为四等站，邮政编码为277500。目前客运：办理旅客乘降；不办理行李、包裹托运；不办理货运营业。